# Coelaenomenodera
Coelaenomenodera is een geslacht van kevers uit de familie bladkevers (Chrysomelidae).
De wetenschappelijke naam van het geslacht werd in 1845 gepubliceerd door Charles Émile Blanchard.

## Soorten
- Coelaenomenodera abnormis Fairmaire, 1897
- Coelaenomenodera angustata Pic, 1932
- Coelaenomenodera bicavata Fairmaire, 1897
- Coelaenomenodera campestris Fairmaire, 1887
- Coelaenomenodera chermesina Fairmaire, 1897
- Coelaenomenodera coccinea Fairmaire, 1890
- Coelaenomenodera collarti Uhmann, 1936
- Coelaenomenodera coquereli Fairmaire, 1869
- Coelaenomenodera costulata Kolbe, 1897
- Coelaenomenodera crassicornis Fairmaire, 1897
- Coelaenomenodera crioceriformis Gestro, 1908
- Coelaenomenodera cucullata (Guérin-Méneville, 1844)
- Coelaenomenodera distinguenda Fairmaire, 1897
- Coelaenomenodera donckieri Weise, 1922
- Coelaenomenodera elaeidis Maulik, 1919
- Coelaenomenodera elegantula Gestro, 1908
- Coelaenomenodera femorata Fairmaire, 1890
- Coelaenomenodera funerea Weise, 1922
- Coelaenomenodera gestroi (Achard, 1915)
- Coelaenomenodera heterocera Gestro, 1908
- Coelaenomenodera leroyi Fairmaire, 1880
- Coelaenomenodera lesnei Gestro, 1908
- Coelaenomenodera luctuosa Fairmaire, 1897
- Coelaenomenodera luridicollis Fairmaire, 1897
- Coelaenomenodera nigricollis Pic, 1953
- Coelaenomenodera nigripes Weise, 1911
- Coelaenomenodera octofovelata Uhmann, 1930
- Coelaenomenodera pallescens Gestro, 1908
- Coelaenomenodera perrieri Fairmaire, 1898
- Coelaenomenodera praeusta (Guérin-Méneville, 1844)
- Coelaenomenodera pulchella (Coquerel, 1852)
- Coelaenomenodera pusilla Gestro, 1908
- Coelaenomenodera signifera Gestro, 1905
- Coelaenomenodera simplicicollis Gestro, 1908
- Coelaenomenodera speciosa Gestro, 1905
- Coelaenomenodera straminipennis Weise, 1922
- Coelaenomenodera suturalis (Guérin-Méneville, 1844)
- Coelaenomenodera tarsata Baly, 1858
- Coelaenomenodera thomsoni Gestro, 1909
- Coelaenomenodera tristicula Fairmaire, 1890
- Coelaenomenodera tuberculata Gestro, 1908